# Luci Papiri Mugil·là (cònsol 422 aC)
Luci Papiri Mugil·là (en llatí: Lucius Papirius L. F. L. N. Mugillanus) va ser un magistrat romà que va viure al segle v aC. Era probablement fill de Luci Papiri Mugil·là, cònsol el 444 aC. Formava part de la gens Papíria i era de la família patrícia dels Mugil·là.
Va ser tribú amb potestat consolar l'any 422 aC. L'any següent, el 421 aC, va ser nomenat interrex per dirigir els comicis. Mugil·là va fer aprovar una llei per la qual els qüestors podien ser escollits indiferentment entre patricis i plebeus. Va ser censor l'any 418 aC.